# Rezervația botanică Cioclovina
Rezervația botanică Cioclovina este o arie protejată de interes național ce corespunde categoriei a IV-a IUCN (rezervație naturală de tip botanic), situată în județul Gorj, pe teritoriul administrativ al orașului Tismana.

## Descriere
Rezervația naturală întinsă pe o suprafață de 12 hectare a fost declarată arie protejată prin Legea Nr.5 din 6 martie 2000 și reprezintă o zonă cu pajiști de stâncărie, unde vegetează specii rare de sorb (arbust din familia Rosaceae).